# 132e division blindée Ariete
Pour les articles homonymes, voir Ariete.
La 132e division blindée Ariete (en italien : 132ª Divisione corazzata Ariete) est une unité de l'armée italienne créée en 1939 et ayant participé à la Seconde Guerre mondiale. Elle sera recréée ensuite dans l'armée italienne de l'après guerre.

## Seconde Guerre mondiale

### Création
La 132e division blindée Ariete est formée à Milan en février 1939. Pendant l'offensive italienne sur les Alpes contre l'Armée française, elle est en réserve.

### Guerre du Désert
En 1940, le 32e régiment de chars (it) envoie en Libye les 1er, 2e, 3e et 5e bataillons de chars moyens M13/40, les 1er et 2e pendant l'été et 3e et 5e en octobre-novembre. Rattachés à la 10e armée italienne, les premiers font partie du groupement Maletti et les seconds de la division blindée spéciale (it) du général Babini (it).

#### OpérationCompass

Carte de la région de l'opération Compass

Pendant l'opération Compass qui dure de décembre 1940 à février 1941, les forces anglaises de la Western Desert Force écrasent la 10e armée italienne et occupent la Cyrénaïque. Le 1er bataillon est anéanti en Égypte pendant l'attaque sur Nibeiwa. Le 2e est perdu lors de la chute de Tobrouk. Les deux derniers bataillons sont sacrifiés lors des tentatives désespérées pour rompre l'encerclement à Beda Fomm.
Après ce revers, il est décidé d'envoyer l'intégralité de la division Ariete en Afrique avec le Deutsches Afrika Korps (DAK). Le débarquement de la division commence le 24 janvier 1941 à Tripoli. Désormais, elle combattra avec le Deutsches Afrika Korps jusqu'en novembre 1942.

#### Siège de Tobrouk

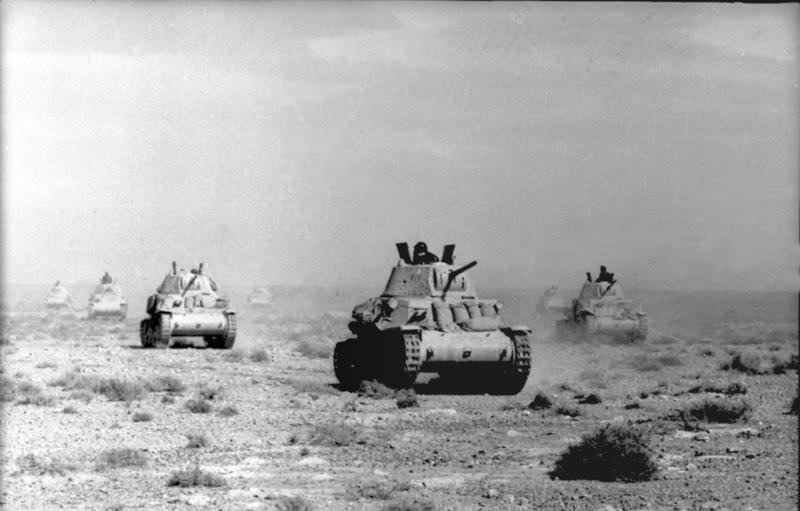
char Fiat-Ansaldo M13/40 en Afrique du nord

Elle participe à la première contre-attaque du général allemand Rommel pour reprendre la Cyrénaïque. Cette offensive mène la division jusqu'à Tobrouk. Avec le reste des forces de l'Axe, elle lance une attaque d'envergure le 1er mai qui permet à la division de prendre cinq points d'appui aux Australiens. Les Australiens contre-attaquent mais ne parviennent à reprendre qu'un seul des points d'appui.
Pendant l'opération Crusader lancée par les Anglais pour lever le siège de Tobrouk, la division Ariete défend Bir el Gubi face à la 22e brigade blindée britannique. Elle est repoussée avec de très lourdes pertes. Puis, à partir du 23 novembre 1941, elle participe à la contre-attaque faisant de nombreux prisonniers mais l'Axe doit se replier sur la ligne Gazala devant la pression des Anglais puis à El Agheila.
À la fin de la campagne, la division n'a presque plus de chars.

#### Batailles du secteur de Gazala

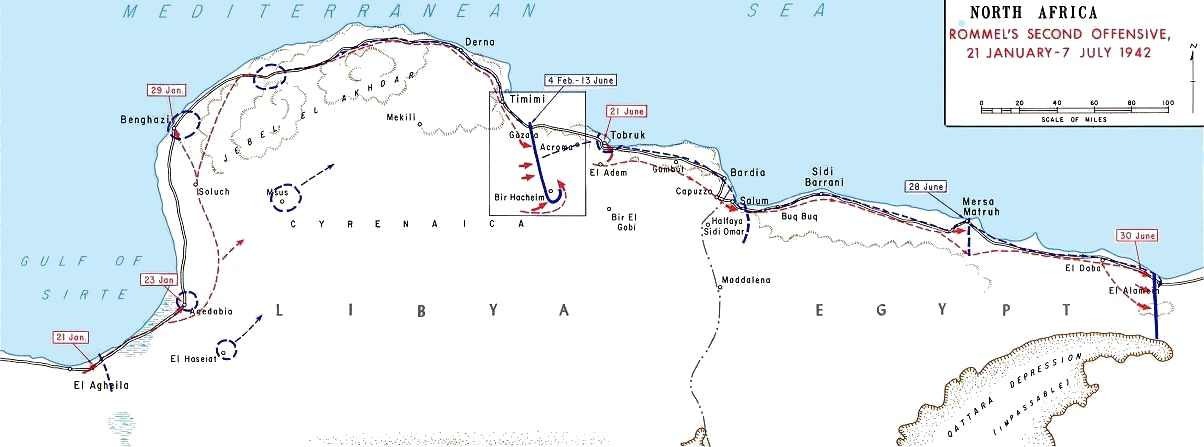
Théâtre des opérations du 21 janvier au 7 juillet 1942

En mai 1942, elle participe à la contre-attaque de l'Axe pour reprendre le terrain perdu (bataille de Gazala). Elle attaque le 27 mai écrasant la 3e brigade motorisée indienne à Rugbet Al Atas faisant 1 000 prisonniers mais elle échoue face à la 1re brigade française libre (future 1re division française libre) du général Kœnig qui défend Bir Hakeim.
Le 29 mai puis le 5 juin, elle repousse de fortes contre-attaques blindées britanniques.

#### Bataille d'El Alamein
Ayant brisé la ligne de résistance anglaise, l'Axe exploite son avantage en attaquant l’Égypte occupée par les anglais. Durant la première phase de la bataille d'el Alamein, offensive de l'axe sur les positions anglaises, l'Ariete, complètement décimée par la bataille précédente, doit se replier après avoir subi de lourdes pertes.
Recomplétée, elle participe à la seconde bataille d'El Alamein contre l'offensive britannique sur la ligne de défense de l'Axe. Du 23 octobre au 3 novembre, elle lutte pour essayer d'endiguer les Anglais. À 15 h 30, le 4 novembre, les derniers chars sont encerclés par des ennemis bien supérieurs en nombre. À la fin de la bataille, il ne reste à la division plus qu'un seul bataillon de chars et 200 bersaglieri italiens. Ils seront défaits sur la route côtière ou à côté de Fuka les 5 et 6 novembre.
Le 21 novembre 1942, la division est dissoute. Une force composée de ses restes combattra pendant la retraite notamment à El Agheila et en Tunisie. Elle sera obligée de se rendre avec le reste des forces de l'Axe d'Afrique du nord.

#### Fin de la guerre
Le 1er avril 1943, il est décidé de créer en son hommage la 135e division de cavalerie blindée Ariete II stationnant dans le nord est de l'Italie. Après la chute du Mussolini (capitulation de l'Italie : 3 septembre 1943), elle est déplacée en Italie centrale et prend part à la défense de Rome les 9 et 10 septembre 1943. Elle ira même jusqu'à contre-attaquer des panzergrenadiers et des parachutistes allemands mais pour éviter des effusions de sang inutiles, l'État-major arrête les combats. La division doit se rendre et sera dissoute.

## Composition en 1939
- 8e régiment de Bersaglieri
- 32e régiment de chars d'infanterie puis 132e régiment de chars d'infanterie
- 132e régiment d'artillerie blindée
- services divisionnaires.

## Après-guerre
Le 23 mai 1948, elle est recréée sous la forme de brigade puis devient une division à part entière le 1er octobre 1952. Elle possède les mêmes régiments que pendant la guerre du Désert.
En 1963, elle est réorganisée pour satisfaire les standards de l'OTAN.